# ذي المحاسن (السياني)
منها حاره المدافنه ..وحاره المسالقه ....وحاره خبئه  ....وحاره النجد .،،،،
ووسط القريه ..
- كما تعيش فيها عدد من القبايل منها:قبيلة ال القادري وهم يمثلون اغلب سكانها ...وال حاشدي .وبيت الطويل . كما تعتبر منطقه سياحيه لاطلالتها على حصن التعكر من جهة الجنوب .

وال دماج ...وال شريف .
- كما تعتبر منطقه زراعيه بامتياز .....

تعديل مصدري - تعديل

ذي المحاسن هي إحدى قرى عزلة النقيلين بمديرية السياني التابعة لمحافظة إب، بلغ تعداد سكانها 1740 نسمة حسب تعداد اليمن لعام 2004.

## المحلات التابعة للقرية
1-المدافنه.
2-المسالقه.
3-خبائه .
4-الزيل .
5-النجد.